# زورقان أنيق
زورقان أنيق (الاسم العلمي:Cymbidium elegans) هو نوع من النباتات يتبع جنس الزورقان من الفصيلة السحلبية.